# كارين بادج
كارين بادج (بالإنجليزية: Karen Budge)‏ هي متزحلقة أمريكية، ولدت في 14 نوفمبر 1949 في جاكسون في الولايات المتحدة.

## وصلات خارجية
- كارين بادج على موقع الاتحاد الدولي للتزلج (التزلج على المنحدرات الثلجية) (الإنجليزية)
- كارين بادج على موقع اللجنة الأولمبية الدولية (الإنجليزية)
- كارين بادج على موقع أوليمبيديا (الإنجليزية)